# Kavkazský imámát
Kavkazský neboli severokavkazský imámát (arabsky إمامة شمال القوقاز, Imámát Šamal al Kavkáz) byl státní útvar muslimských povstalců na severním Kavkaze. Existoval v první polovině 19. století během kavkazské války (1817–1864) na území Dagestánu, Čečenska a Čerkeska. Zformoval se roku 1828 imáma, příčinou byl odpor proti nadvládě Ruského impéra v Dagestánu a Čečně a podpora islámského zákona šaría. Zajetím třetího vůdce tohoto státu, Imáma Šamila, Kavkazský imámát zanikl a avarsko-čečenské povstání skončilo.

## Dějiny
Imámové Ghazi Muhammad a Imám Šamil radikalizovali muslimské obyvatelstvo a přešli v partyzánský způsob boje. Po jistých vítězstvích v severním Dagestánu se Ghazi sám ustanovil hlavou nového státního útvaru. Po smrti Ghaziho nastoupil na jeho místo dagestánský imám Gamzat-bek, který byl roku 1834 zavražděn. Až třetí vůdce státu, avarský imám Imám Šamil, se stal nejvýraznějším protiruským velitelem v celé oblasti. Šamilovi se podařilo sjednotit Avary, Čečence a další národy v boji proti Rusům.

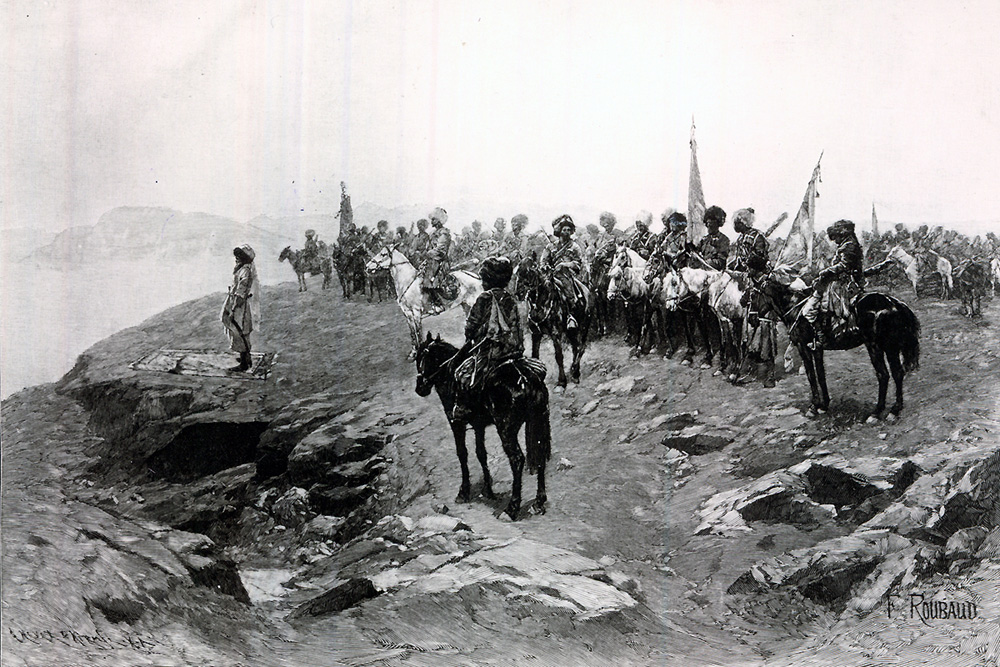
Šamil během modlitby před bitvou, 1896

Roku 1845 Šamilovo vojsko (pod velením Bajsangura Benojského) drtivě porazilo armádu generála Voroncova a Rusové byli vyhnáni ze svých pevností v Čečensku a Dagestánu. Za krymské války (1853–1856) ruská aktivita v celé oblasti Kavkazu poklesla a se Šamilem byl vyjednán mír. K obnovení válečného stavu však došlo již v roce 1855. 
V roce 1859 nemohlo Šamilovo vojsko odolat nově posílené ruské armádě generála Alexandra Barjatinského o síle 240 000 mužů. Šamil se vzdal Rusům a od té doby žil v zajetí v Rusku. Válka na východním Kavkazu zajetím Šamila skončila, ale na západním Kavkazu stále ještě docházelo k ozbrojeným střetům, především s Čerkesy. Za oficiální ukončení války je považován dekret cara Alexandra II. z 2. června 1864.